# Fyrstrimmig markekorre
Fyrstrimmig markekorre (Lariscus hosei) är en däggdjursart som först beskrevs av Thomas 1892.  Lariscus hosei ingår i släktet Lariscus och familjen ekorrar. Inga underarter finns listade.

## Beskrivning
Arten har fyra smala, svarta strimmor på ryggen. De två mittersta är skilda åt genom ett rödaktigt brungrått mellanrum, medan de två yttre är skilda från de inre strimmorna genom bleka, vitaktiga till blekt brungrå mellanrum. Buksidan är orange. Kroppslängden är 17 till 19 cm, ej inräknat den 11 till 14 cm långa svansen. Vikten varierar mellan 145 och 215 g.

## Utbredning
Den fyrstrimmiga markekorren är endemisk för norra delen av Borneo där den förekommer i de malaysiska delstaterna Sarawak och Sabah samt norra delen av den indonesiska provinsen Kalimantan Timur.

## Ekologi
Arten förekommer i urskogar framför allt i bergstrakter upp till 1 500 meter över havet, även om flera fynd har gjorts även i låglänta områden. Den är dagaktiv och marklevande.

## Bevarandestatus
IUCN kategoriserar arten globalt som nära hotad, och populationen minskar. Det främsta skälet är habitatförlust till följd av skogsavverkning.